# Keit Pentus-Rosimannus
Keit Pentus-Rosimannus (ur. 3 marca 1976 w Tallinnie) – estońska polityk, parlamentarzystka, od 2011 do 2014 minister środowiska, w latach 2014–2015 minister spraw zagranicznych, od 2021 do 2022 minister finansów, członkini Europejskiego Trybunału Obrachunkowego.

## Życiorys
Studiowała administrację publiczną i nauki polityczne, kształciła się m.in. na Uniwersytecie Pedagogicznym w Tallinnie i na Uniwersytecie w Tartu. W 1998 wstąpiła do Estońskiej Partii Reform. Pracowała od 2003 do 2005 w administracji miejskiej Tallinna, następnie przez dwa lata była dyrektorem biura premiera Estonii Andrusa Ansipa. W wyborach w 2007 uzyskała mandat posłanki do Zgromadzenia Państwowego (Riigikogu XI kadencji). Została przewodniczącą klubu parlamentarnego swojego ugrupowania. W 2011 ponownie wybrana do parlamentu na XII kadencję. 5 kwietnia tego samego roku objęła urząd ministra środowiska w trzecim rządzie Andrusa Ansipa. Utrzymała to stanowisko również w powołanym 26 marca 2014 rządzie Taaviego Rõivasa. 17 listopada tego samego roku przeszła na urząd ministra spraw zagranicznych w tym samym gabinecie.
W 2015 utrzymała mandat posłanki na kolejną kadencję parlamentu, 9 kwietnia tegoż roku ponownie zaprzysiężona na urząd ministra spraw zagranicznych w drugim gabinecie dotychczasowego premiera. Podała się do dymisji 1 lipca 2015 po orzeczeniu stołecznego sądu, z którego wynikała jej współodpowiedzialność za zadłużenie upadłego przedsiębiorstwa jej ojca. Zakończyła urzędowanie 15 lipca 2015, następnego dnia na stanowisku ministra zastąpiła ją Marina Kaljurand.
W wyborach w 2019 ponownie z powodzeniem ubiegała się o poselską reelekcję. W styczniu 2021 objęła stanowisko ministra finansów w powołanym wówczas rządzie Kai Kallas. Pozostała na tym stanowisku również w utworzonym w lipcu 2022 drugim gabinecie dotychczasowej premier. Zakończyła urzędowanie w październiku 2022, złożyła rezygnację w związku z ubieganiem się o funkcję audytora w Europejskim Trybunale Obrachunkowym. W grudniu 2022 została powołana na ten urząd na okres sześcioletniej kadencji od stycznia 2023.

## Życie prywatne
Córka Väina i Siiri, ma dwóch braci: Stena, który został kierowcą wyścigowym, i Kristiana. Od 2012 zamężna z socjologiem i politykiem Rainem Rosimannusem.